# MAN-Verwaltungsgebäude (Gustavsburg)

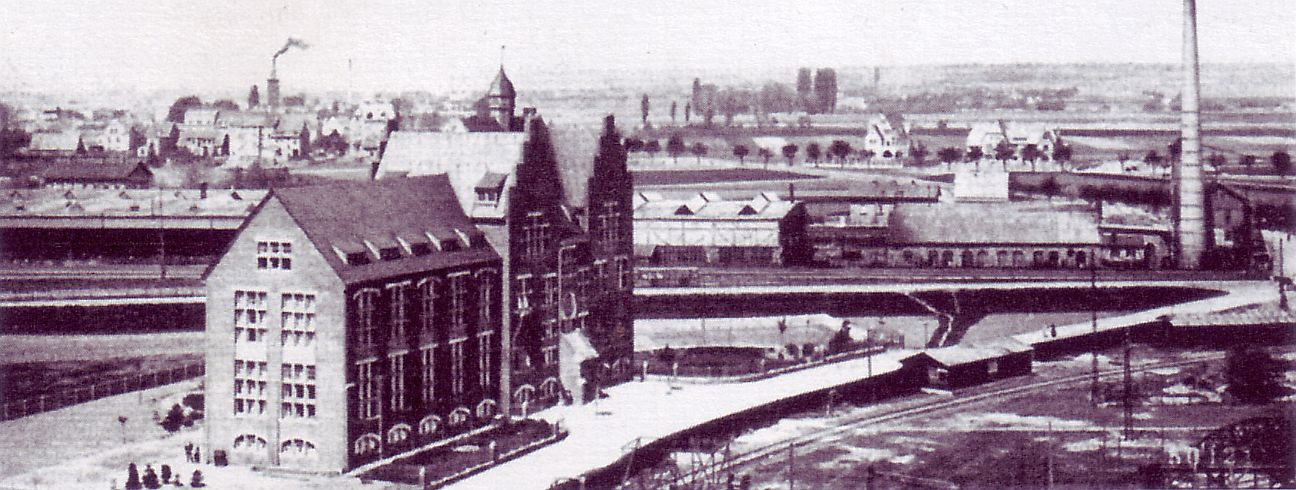
Verwaltungsgebäude des MAN-Werks Gustavsburg

Das ehemalige MAN-Verwaltungsgebäude in Gustavsburg wurde 1900 außerhalb des Werksgeländes errichtet. Es löste das zu klein geratene Gerber-Haus in unmittelbarer Nachbarschaft als Verwaltungssitz ab. Der Bau wurde später mehrfach erweitert, heute dient er als Bürogebäude für verschiedene Unternehmen.

## Geschichte
Seine von Bürgerhäusern entlehnte Renaissance-Architektur entsprach dem Stolz der neuen MAN-Fabrikherrn. Der Südflügel beherbergte hinter den hohen Fenstern die Zeichensäle. Der Nordflügel, mit niedrigeren Bürogeschossen, wurde zirka 10 Jahre später angebaut.
Der Bau wurde 1954 bis 1955 nach einem Entwurf von Klaus Flesche um einen Flügel nach Westen erweitert. Dabei handelte es sich um einen Stahlskelettbaus aus vorgefertigten Elementen, die eine „großzüzige und in der Einfachheit schöne Architektur aus Stahl und Glas“ ermöglichten. Der technisch und architektonisch bedeutende Gebäudeflügel wurde 2019 abgerissen.
Das repräsentative Gebäude wird seit 1998 von der TIGZ Technologie-, Innovations- und Gründungszentrum GmbH genutzt und stellt Büroräume zur Verfügung.
Im Flurbereich im 1. O.G. befindet sich die wiederaufgetauchte, originale Büste von Heinrich Gerber.